# Kameroen

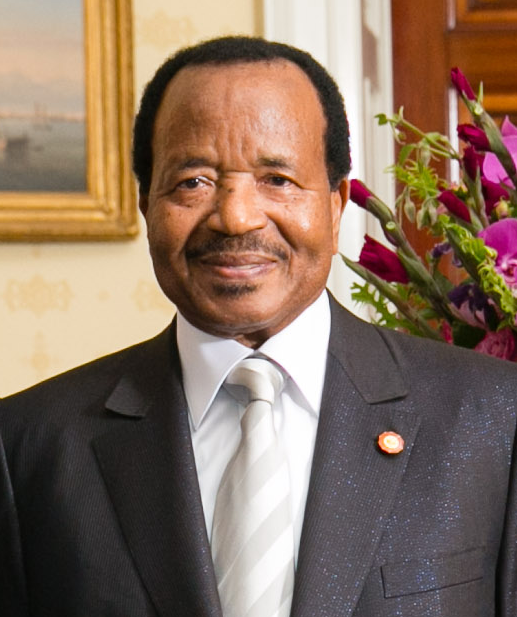
Paul Biya - president sinds 1982 en daarvoor minister-president sinds 1972

Kameroen (uitspraak: [ˌkaməˈrun]), officieel de Republiek Kameroen (Frans: République du Cameroun, Engels: Republic of Cameroon), is een land in Centraal-Afrika, ontstaan op 1 januari 1961 door samenvoeging van Frans-Kameroen en een deel van Brits-Kameroen. Voor de Eerste Wereldoorlog was Kameroen een Duitse kolonie. In 2023 had Kameroen 28,7 miljoen inwoners.
Dankzij een politiek stabiel klimaat heeft het land een goede infrastructuur opgebouwd. Ook kent het land goede landbouw en olie-industrie. Er is een tendens naar democratisering, maar tot dusver is de feitelijke macht in het land in handen van een kleine minderheid. De huidige president is Paul Biya en de premier is Joseph Dion Ngute.

## Geschiedenis
Waarschijnlijk zijn pygmeeën (onder andere Baka) de nazaten van de oudste bevolkingsgroep van het land. Bantoevolkeren zijn het gebied later binnengetrokken vanuit het noorden waarbij de pygmeeën steeds verder werden teruggedrongen in ontoegankelijk gebied (oerwoud) in het zuiden. Op hun beurt moesten de Bantoevolkeren eind 17e eeuw en begin 18e eeuw in het noorden inschikken voor de komst van islamitische volkeren (Haussa, Fulbe). De pygmeeën zijn veelal jagers-verzamelaars gebleven, terwijl de Bantoevolkeren vooral landbouwers zijn. De islamitische groep is vooral bekend van de (nomadische) veeteelt.
Kameroen werd in de 15e eeuw (1472) "ontdekt" door Portugezen onder leiding van Fernão do Pó. Tijdens een van hun vele reizen voeren ze langs de kust van Kameroen en waren ze onder de indruk van de grote garnalen in de rivieren, zodat ze het land "Camarões" noemden, Portugees voor garnalen.
In 1837 stond koning Bimbia een deel van de kuststrook af aan de Britten. Na het Congres van Berlijn van 1878 werd Kameroen echter een Duitse kolonie onder de naam Duits Noordwest-Afrika, vanaf 1901 Kamerun genoemd. Tijdens de Eerste Wereldoorlog (1914-1918) werd Kamerun door de Fransen en de Britten veroverd. Na de oorlog werd Kameroen opgesplitst in een Frans deel en een Brits deel, respectievelijk Cameroun (Frans-Kameroen) en Cameroons (Brits-Kameroen) genaamd. Beide gebieden waren echter geen koloniën maar werden mandaatgebieden van de Volkenbond.
In 1922 kreeg Cameroun reeds beperkt zelfbestuur. Na de opheffing van de Volkenbond in 1946 werden Cameroun en Cameroons mandaatgebieden van de VN. In 1954 werd Cameroons onderdeel van de autonome Federatie van Nigeria.
In 1959 werd Cameroun onder de naam République du Cameroun een autonome republiek binnen de Franse Gemeenschap. Nationalistisch leider El Hadj Ahmadou Babatoura Ahidjo van de Union camerounaise (UC) als premier. Een jaar later werd het land onafhankelijk met Ahidjo als president. Tijdens de onafhankelijkheidsviering (1 januari 1960) onderdrukten de nog aanwezige Franse troepen en de Nationale Garde van Cameroun een communistisch getinte revolte.
In 1961 werd in Cameroons een referendum gehouden onder de bevolking. Het zuiden (Southern Cameroons) sprak zich hierin uit voor een federatie met Cameroun, het noorden sloot zich aan bij de onafhankelijke Federatie van Nigeria. Op 1 oktober 1961 werden de République du Cameroun en Cameroons samengevoegd tot de Federale Republiek Kameroen. Ahidjo werd federaal president en zowel Cameroun (nu Oost-Kameroen genaamd) en Southern Cameroons (nu West-Kameroen genaamd) werden autonome provincies met eigen premiers.
In 1966 fuseerden Ahidjo's UC en de partij van West-Kameroenese John Ngu Foncha – de Kamerun National Democratic Party – tot de Union nationale camerounaise. Andere oppositiepartijen werden verboden. Om zijn positie als president te versterken werd in 1972 de federale structuur van Kameroen opgeheven door middel van een referendum en werd Kameroen onder de naam Republiek Kameroen een gecentraliseerde (unitaire) eenheidsstaat. Ahidjo's autoritaire bewind, steunde vooral op Frankrijk en West-Europese landen. De gevangenissen zaten vol met opponenten en mensen die kritiek op zijn bewind hadden.
In 1982 trad Ahidjo om onduidelijke redenen als president af. Paul Biya, minister-president sinds 1972, volgde hem als president op. Ahidjo bleef echter als partijleider van UNC een machtsfactor; ( het was door toedoen van Paul Biya dat de toen zieke president Ahidjo onder dwang was afgetreden, dus van veel macht was geen sprake)
In 1984 dwong Biya Ahidjo al zijn functies op te geven. Tijdens het partijcongres van de UNC werd Biya tot partijvoorzitter gekozen. Hij wijzigde de naam van de UNC in Rassemblement Démocratique du Peuple Camerounais/Cameroonian People's Democratic Rally (RDPC/CPDR). Biya werd in hetzelfde jaar tot president gekozen. Noorderlingen, die tot dan toe geen invloed hadden, werden op belangrijke posten benoemd. Niet iedereen was blij met de nieuwe machtspositie. Een groep zuidelijke militairen pleegden nog in 1984 een mislukte coup.
Onder Biya bleven de banden met het Westen en Frankrijk hecht. Na de val van de communistische regimes in Oost-Europa woei een democratische wind over de wereld. Frankrijk, de VS en Europa dwongen Biya om democratische hervormingen door te voeren. Uiteindelijk stond Biya in 1991 de vorming van oppositiepartijen toe. Bij de verkiezingen van 1992 behaalde de RDPC/CPDR 88 van de 180 parlementszetels en bleef de grootste partij. Bij de presidentsverkiezingen werd Biya met 40% van de stemmen herkozen.
Begin 1994 waren er spanningen met Nigeria over een grensgebied. Beide landen claimden het olie- en visrijke gebied. In 1995 doken er afscheidingsbewegingen op die streefden naar afscheiding van Engelstalig Kameroen.
Bij de verkiezingen van 1996 won de oppositie in 13 steden. De president weigerde echter burgemeesters van de oppositie te benoemen en benoemde regeringsgezinde burgemeesters. Ofschoon sindsdien sprake is van burgerlijk ongehoorzaamheid tegen het regime van Biya, weet hij niet van wijken. In 2004 werd hij als president herkozen met meer dan 80% van de stemmen door middel van (door internationale waarnemers genoemde) verkiezingsfraude. In de zomer van 2005 werd een aantal demonstraties van de oppositie voor eerlijkere verkiezingen door onder andere betere controle, technieken (inzet van computers bij tellen) enz. de kop ingedrukt door het leger en illegaal verklaard door de president Biya. Feitelijk is Kameroen een zogeheten schijndemocratie.
De Nationale Assemblëe nam een wet aan waardoor de president ook voor een zesde maal gekozen kon worden. In 2011 werd Biya met 78% van de stemmen gekozen tot president. Het Franstalige deel van het land wordt bevoordeeld t.o.v. het Engelstalige deel. In januari 2017 werd internet afgesloten en buitenlandse journalisten de mond gesnoerd.

## Bestuurlijke indeling
Kameroen is ingedeeld in tien regio's. Elk van deze regio's is dan weer opgedeeld in een aantal departementen. Een departement kent als onderverdeling het arrondissement en eventueel het district. Op lokaal niveau bestaan de stedelijke gemeenschappen (communauté urbaine/urban community), arrondissementsgemeenten (commune d'arrondissement), stedelijke gemeenten (commune urbaine/urban commune) en de plattelandsgemeenten. (commune rurale/rural commune)

## Geografie
Kameroen ligt tussen de landen Nigeria, Tsjaad, Centraal-Afrikaanse Republiek, Congo-Brazzaville, Gabon en Equatoriaal-Guinea.
De oppervlakte van Kameroen bedraagt 475.650 km². Dat is iets minder groot dan Frankrijk, maar ongeveer elf keer zo groot als Nederland en ongeveer vijftien maal zo groot als België.
Een van de kratermeren in Kameroen is het Nyosmeer waar op 21 augustus 1986 door een limnische uitbarsting alle dieren en circa 1700 mensen door kooldioxide om het leven kwamen.
De politieke hoofdstad is Yaoundé, maar de economische hoofdstad is eerder de kuststad Douala die grenst aan de Atlantische Oceaan (Baai van Biafra). Andere grote steden zijn Bafoussam, Garoua, Maroua en Ngaoundéré.

### Grenzen
- 1 690 km met Nigeria
- 1 094 km met Tsjaad
- 797 km met Centraal-Afrikaanse Republiek
- 523 km met Congo-Brazzaville
- 298 km Gabon
- 189 km Equatoriaal-Guinea

### Belangrijkste rivieren
- Sanaga
- Bénoué
- Wouri
- Dibamba
- Nyong

### Berggebieden
- Hoogland van Adamaoua
- Mandaragebergte
- Mount Cameroon
- Boets Tedeu

## Politiek
Op politiek vlak kent Kameroen een stabiel, maar tevens verstikkend klimaat. Een aantal mensenrechtenorganisaties is er actief en ook de kerkelijke instanties proberen de wantoestanden aan te klagen en te verlichten. Tegelijk willen ze de mensen bewuster en weerbaarder maken. De pers is vrijer dan vroeger, maar moet nog steeds op haar tellen passen. Journalisten hebben hardhandig het belang van zelfcensuur leren kennen.
Parlementsverkiezingen vinden in Kameroen om de zes jaar plaats (voor het laatst in februari 2020), presidentsverkiezingen elke zeven jaar (voor het laatst in oktober 2018). De huidige president is Paul Biya, die sinds 1982 aan de macht is. Hij won sinds zijn aantreden alle presidentsverkiezingen, vaak met een overgrote (volgens de oppositie frauduleuze) meerderheid. In 2025 heeft hij zich verkiesbaar gesteld voor zijn achtste termijn als president. Op het einde van deze termijn zal hij dan bijna 100 jaar oud zijn. De premier van Kameroen is sinds januari 2019 Joseph Dion Ngute.
Ook al is Kameroen een republiek, met een parlement en regering, de oude machtsstructuren bestaan nog steeds, zoals in zoveel Afrikaanse landen. In het geval van Kameroen betekent dit dat de oude stam-koningen (Fon's genaamd) veel informele macht bezitten, en vaak een minister eerst met hen overlegt alvorens bepaalde beleidsmaatregelen te treffen.
Daarnaast bestaat er de Brigade Mixte Mobile, een geheime politie.

### Parlement
Het Parlement van Kameroen bestaat uit twee Kamers, de Nationale Vergadering en de Senaat. Beide organen zijn feitelijk ondergeschikt aan de regering van president Biya.

### Corruptie
Een van de grote problemen in Kameroen is de aanhoudende corruptie. Niet alleen op regeringsniveau maar in alle lagen van de samenleving. Kameroen stond in 2017 op de 153ste (in 2009: 146) plaats in de lijst van 180 landen volgens de jaarlijkse Corruption Perceptions Index van Transparency International. Nederland stond datzelfde jaar op de 8e plaats en België en de Verenigde Staten deelden de 16e plaats.

## Bevolking

### Demografie
Er wonen 28.647.293(2023) mensen in Kameroen, inwoners van Kameroen worden Kameroeners genoemd. Daarvan is bijna 8 miljoen onder de 18 jaar en bijna 2,5 miljoen onder de 5 jaar. De bevolkingsdichtheid komt daarmee uit op 51 inwoners per km². In 2010 was de levensverwachting bij geboorte 55 jaar, een stijging van drie jaar in vergelijking tot 1990. In 2017 was het sterftecijfer 9,6 per 1000 inwoners en het geboortecijfer 35,4 per 1000 inwoners. In 2010 was het vruchtbaarheidscijfer 5,1, een forse daling in vergelijking tot 1990 toen het cijfers nog op 6,4 stond.
In 2018 leeft minder dan de helft van de bevolking op het platteland en ongeveer 55% in de steden.
Er worden 79% van de kinderen geregistreerd bij de geboorte (2000). Op het platteland gaat het om 58%, in de stedelijke gebieden om 86%. Ongeveer de helft van de kinderen (tussen 5 en 14 jaar) doet aan kinderarbeid. Voor de kinderen tot 11 jaar, betekent dit dat ze 28 uur per week moeten werken. Voor de leeftijdscategorie 12-14 jaar bedraagt de werkweek 42 uur.

### Etnische groepen
In Kameroen leven er meer dan 230 etnische groepen. Het is, meer dan andere Afrikaanse landen, een “veelvolkerenstaat”. Alle hebben een eigen taal. 
De voornaamste bevolkingsgroepen zijn:
- De Fulbe, de Haussa en de noordelijke bergvolkeren (Kapsiki, Mandara, Mafa en Podoko) in het noorden.
- De vroegere Tikar die zijn opgegaan in de Bamoun, de Bamiléké en de Bafut in het noordwesten.
- De Bantoevolkeren (Douala, Bakoko en Basso) en de Pahouin (Fang, Beti en Bulu) in het centrum en het zuiden.
- De Pygmeeën in het zuidelijke regenwoud.

### Taalgroepen

De regio's Nord-Ouest en Sud-Ouest zijn overwegend Engelstalig

Hoewel in Kameroen overwegend Frans wordt gesproken, is een belangrijke minderheid van ongeveer 20% Engelstalig, voornamelijk in het westen van het land, de regio's Nord-Ouest en Sud-Ouest. Wrijvingen tussen de Engelstalige gemeenschap, die zich achtergesteld voelt, en de centrale regering, hebben al vaker geleid tot onlusten en zelfs een afscheidingsbeweging die van de Engelse regio een onafhankelijk Ambazonië wil maken.

### Religie
Kameroen heeft een groot aantal godsdiensten. De voornaamste zijn het katholicisme (circa 30%), het protestantisme (23%), de islam (22%) en animistische godsdiensten (25%). De christenen wonen voornamelijk in het zuiden en het westen van het land. In het noorden van Kameroen overheerst de islam.
Kameroen werd op het einde van de negentiende eeuw gekerstend door Duitse pallottijnen. Anno 2022 telt de Katholieke Kerk in Kameroen 26 bisdommen, waarvan vijf aartsbisdommen.

## Mensenrechten
Kameroen zet zich niet actief in voor handhaving en bescherming van de mensenrechten. Hoewel de mensenrechtensituatie verbeterd is, blijven er schendingen optreden. Er zijn regelmatig protesten hiertegen, vooral tegen het verbod op homoseksualiteit.

## Onderwijs
Kameroen doet het, in vergelijking met andere Afrikaanse landen, niet slecht op het vlak van onderwijs. In 2015 konden 81,2% van de jongens en 68,9% van de meisjes van 15 jaar en ouder lezen en schrijven.

## Economie
In 2017 was het bruto nationaal product (bnp) US$ 35 miljard (2000: US$ 10 miljard). Per hoofd van de bevolking was dit US$ 1450 en volgens de Wereldbank Atlasmethode US$ 1360. (2000: US$ 680).
De economie steunt voor zo'n 15% op de landbouw al is het aandeel in de totale werkgelegenheid fors hoger. Naast voedingsgewassen zoals maïs, bonen en sorghum voor eigen gebruik, telen ze tevens koffie, katoen, rubber, bananen en cacao voor de export. De olievoorraden, die vroeger voor een belangrijke inkomst zorgden, zijn tevens uitgeput. Het aandeel van de industrie in de totale economie was ongeveer een kwart in 2017. De belangrijkste producten die ingevoerd worden zijn machines, elektronica, transportmiddelen, brandstoffen en voedsel. België is na China (16,8%), Frankrijk (16,6%) en Nigeria (12,3%) de belangrijkste importeur van goederen in Kameroen (5,3%) (2011).
Kameroen heeft net als andere Afrikaanse landen te maken met een stijgende armoede. In 2017 leefde 40% van de bevolking onder de nationale armoedegrens en een kwart van de bevolking had een dagelijks inkomen van minder dan US$ 1,90. Kameroen kreeg in 2017 ongeveer 750 miljoen dollar ontwikkelingshulp, wat overeenkomt met 2% van het totale bnp.
Kameroen heeft de buitenlandse schulden fors afgebouwd. In 2000 had het schulden ter waarde van US$ 10,6 miljard, maar in 2010 was dit gedaald naar US$ 3,2 miljard. In 2017 was de schuld weer toegenomen, maar door de groei van de economie is de hogere schuld geen groot financieel probleem.
De munteenheid is de CFA-frank.
In 2018 is de bouw gestart van de Nachtigal waterkrachtcentrale in de rivier Sanaga. De oplevering staat gepland voor 2024. Er komen zeven francisturbines met een totale capaciteit van 420 megawatt (MW). Eenmaal gereed is het de grootste elektriciteitscentrale van het land. De centrale ligt op zo'n 50 kilometer ten noorden van de hoofdstad Yaoundé.

## Gezondheid
De gezondheidszorg in Kameroen is voor velen onbetaalbaar. Sociale verzekeringen bestaan er niet. Daarom speelt de traditionele geneeskunde nog steeds een belangrijke rol. In de meeste ziekenhuizen moet de patiënt of diens familie bovendien betalen voor de diensten van een dokter of verpleger.
63% van de bevolking heeft toegang tot drinkwater. In de steden loopt dit op tot 84%, maar op het platteland is dit maar 41%.
De overheid organiseert voor alle kinderen gratis inentingen.
Inentingen:
- 82% van de kinderen van 1 jaar is ingeënt tegen tuberculose;
- 73% is ingeënt tegen tetanus;
- 72% is ingeënt tegen polio;
- en 61% is ingeënt tegen de mazelen.

Gegevens over de inentingen tegen hepatitis zijn onbekend. Kindersterfte onder de 5 jaar is 136 op 1000.
Het hiv/aidsvirus woekert ook in Kameroen hevig. Een kleine 7% van de 15- tot 49-jarigen is besmet met het hiv/aidsvirus. Over de hele bevolking zijn er al ongeveer 560.000 besmette personen. Ontluisterend is dat maar 46% van de vrouwen weet dat het gebruik van een condoom preventief werkt tegen het hiv/aidsvirus. Cijfers over mannen zijn niet bekend. 26% van de vrouwen van 15 tot 49 jaar gebruiken geregeld anticonceptie middelen.

## Feestdagen
Kameroen is evenals enkele West-Afrikaanse landen een land met zowel een christelijke als een islamitische bevolkingsgroep. Daarom worden er naast de christelijke feestdagen ook islamitische feestdagen en de vastenperiode ramadan gerespecteerd.
Als datum voor de Nationale feestdag van Kameroen geldt 20 mei. Het land heeft geen eenduidige onafhankelijkheidsdatum. Het trustgebied van de Verenigde Naties dat bekend stond als Frans Kameroen werd op 1 januari 1960 onafhankelijk van Frankrijk. Brits Zuid-Kameroen veranderde de status van een trustschap onder Brits bestuur in een federale staat op 1 oktober 1961. De regering koos 20 mei als nationale feestdag van Kameroen ter herdenking van het nationaal referendum over de afschaffing van het federale regeringssysteem en de oprichting van de eenheidsstaat onder het bewind van de toenmalige president Ahmadou Babatoura Ahidjo in 1972.
Als officiële feestdagen gelden:
- 1 januari - Nieuwjaar
- 11 februari - Dag van de Jeugd
- 8 maart - Internationale Vrouwendag
- 1 mei - Dag van de Arbeid
- 20 mei - Nationale feestdag
- 15 augustus - Maria-Tenhemelopneming
- 25 december - Kerstmis

## Toerisme

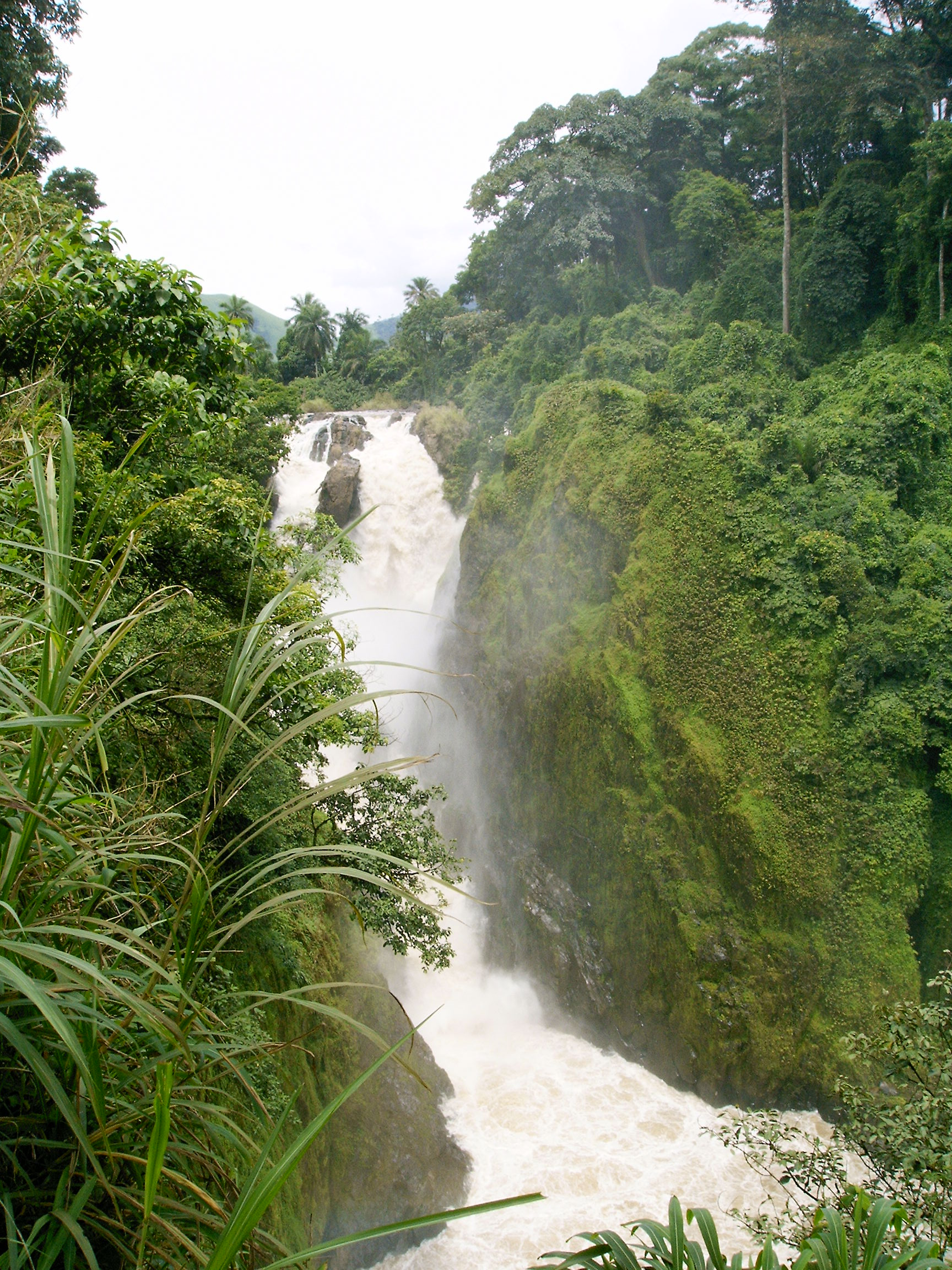
De Menchum-watervallen in de provincie Nord Ouest

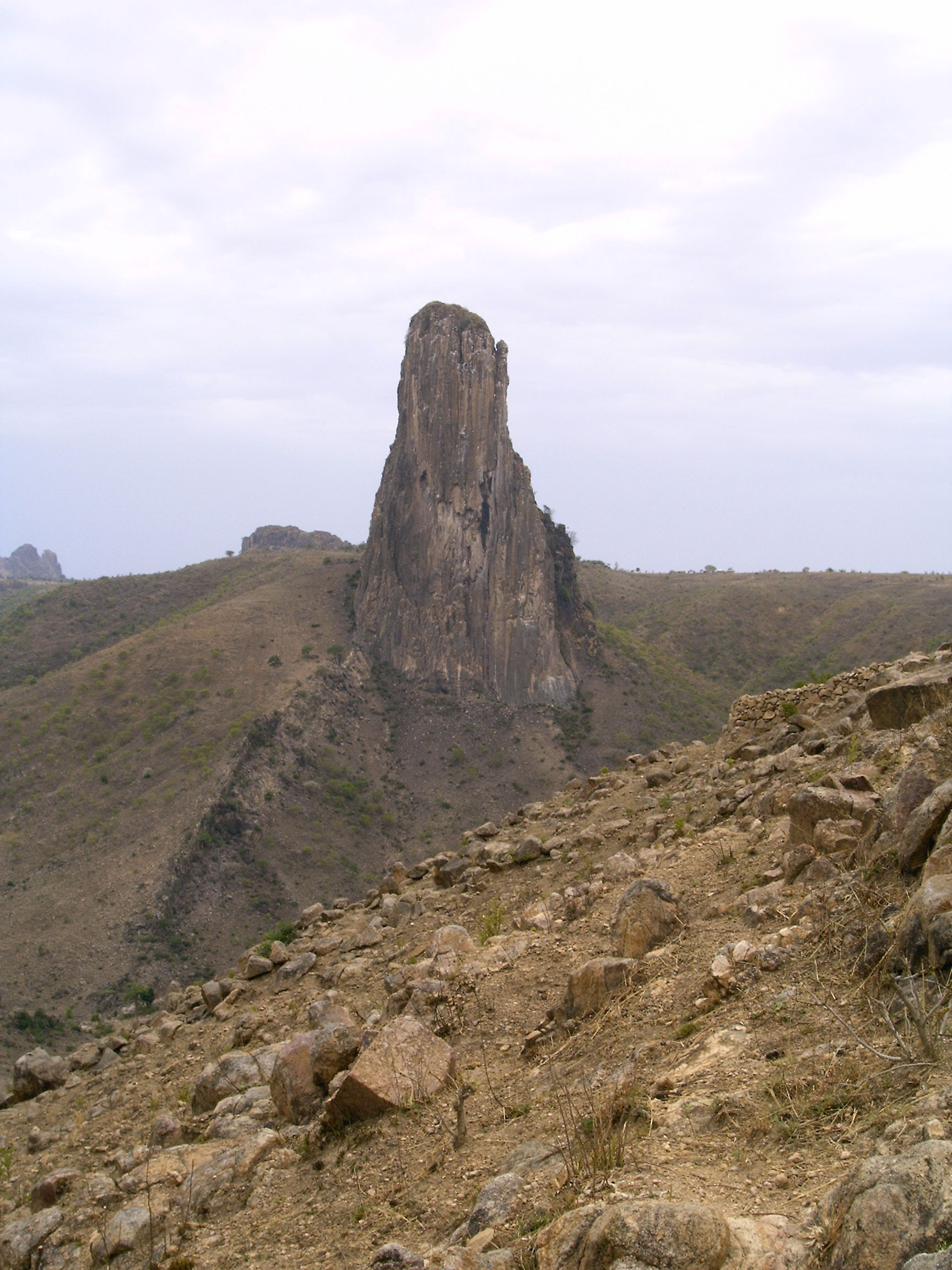
De rotsformaties bij Rhumsiki in de provincie Extrême Nord

Kameroen wordt ook wel "Petite Afrique" of "Klein Afrika" genoemd. Dit omdat binnen het land bijna alle denkbare Afrikaanse natuursoorten te vinden zijn: tropisch regenwoud in het zuidoosten, bergen in het westen, savanne in het midden en in het noorden de Sahel en woestijngebieden.
Adamaoua
- Faro Nationaal Park

Centre
- Yaoundé

Est
- Wildreservaat DjaDja
- Nationaal park Nki

Extrême Nord
- rotsformaties bij Rhumsiki, in het leefgebied van de Kapsiki
- Nationaal park Waza

Littoral
- Douala

Nord
- Nationaal park Bénoué
- Faro Nationaal Park
- Gorge de Kola

Nord Ouest
- Menchum watervallen
- Fon's Palace te Bafut
- Ring Road

Ouest
- Meer van Mapé

Sud
- Kribi
- Watervallen van Lobé
- Nationaal Park van Campo
- Heiligdom van Memgame (natuurpark met gorilla's)

Sud Ouest
- Mount Cameroon
- Limbe